# A harminckilences dandár (film)
A harminckilences dandár Makk Károly rendező 1959-ben bemutatott magyar történelmi filmje. A filmdráma Karikás Frigyes A harminckilences dandár című elbeszéléskötetének felhasználásával készült.
Makk a háborús film műfaji elemeit a paraszti tematikájú filmek motívumaival elegyítve igyekszik az író stílusát vizuálisan megidézni, s ezzel kétségtelenül sajátos színt visz a Tanácsköztársaságról szóló filmek sorába.

## Történet
1919 áprilisának végén a Magyar Tanácsköztárság kétfrontos harcot vívott. Küzdött a külső ellenség és a belső ellenforradalmárokkal szemben. Keleten összeomlott a front, a királyi román hadsereg Budapest felé nyomult előre. Karikás Frigyes politikai tiszt a Tiszánál újjászervezte a 39-es dandárt. Legelszántabb katonái a szabolcsi Korbély János (szakaszvezetőből lett dandárparancsnok) és bajtársai, akik mindenben kitartottak a politikai biztos mellett. A forradalmárok sem egységesek, a debreceni Nagy Jóska parancsnok anarchista hajlamú, de ha szükség volt rá, segített Karikáséknak. Jóska nagy erővel elkezdte a földosztást, de Korbély – a parancsnokság utasítására – leállította az akciót. A túlerő körbezárta a Tanácsköztársaság csapatait, a bukás elkerülhetetlennek látszott, de a 39-es dandár a végsőkig kitartott. A hősi halottak az utódok tiszteletét érdemlik.
– Nagyon sötét az éjszaka.
– Megvirrad nemsokára.

## Szereplők
- Korbély János	– Bihari József
- Karikás Frigyes – Benkő Gyula
- Papp István – Barsi Béla
- Intéző – Deák Sándor
- Istállószolga	– Gárday Lajos
- Korbélyné – Kiss Manyi
- Varga János – Kőmíves Sándor
- Sárai-Szabó Tibor – Ladányi Ferenc
- Nagy Jóska – Szirtes Ádám
- Gróf – Pethes Sándor
- Temesi István – Pásztor János
- Győrfi – Garics János
- Gera Zoltán
- Bánhidi László
- Velenczey István